# La llar i el món
|  | No s'ha de confondre amb Ghare Baire. |

La llar i el món (en l'original bengalí, ঘরে বাইরে Ghôre Baire o Ghare Baire, literalment "A casa i a fora") és una novel·la de 1916 escrita per Rabindranath Tagore. El llibre il·lustra la lluita que Tagore va tenir amb ell mateix, entre les idees de la cultura occidental i la revolució contra aquesta mateixa cultura. Aquestes dues idees es reflecteixen en dos dels personatges principals, Nikhilesh, que és racional i s'oposa a la violència, i Sandip, que farà tot el possible per assolir els seus objectius. Aquests dos ideals oposats són molt importants per tal d'entendre la història de la regió de Bengala i els seus problemes contemporanis a Tsgore.
Hi ha molta controvèrsia sobre si Tagore intentava o no representar Gandhi per mitjà del personatge Sandip. Això és per causa del comentari de Gyorgy Lukacs de 1922 sobre la novel·la en el diari berlinès Die rote Fahne (que s'acostuma a traduir com a "la novel·la sobre Gandhi de Tagore"), on fa aquest suggeriment equivocat. La novel·la no pot estar basada en Gandhi, ja que fou publicada en 1916 (i escrita abans), mentre que Gandhi tot just s'havia traslladat a l'Índia provinent de Sud-àfrica (1915) i encara no era una figura política coneguda. Gandhi va obtenir prominència política a l'Índia en el context del moviment Khilafat de 1919, el qual va tenir lloc molt temps després de la publicació de la novel·la, i va assumir el lideratge del Congrés Nacional indi el 1920.
La novel·la fou traduïda a l'anglès pel nebot de l'autor, Surendranath Tagore, el 1919.

## Personatges

### Nikhil
Nikhil és vist i descrit com un home educat i amable. És de família aristocràtica kulin de propietaris, i la seva família era coneguda per la bellesa de les seves dones. Tanmateix, Nikhil és diferent, en el sentit que es va casar amb una dona que no només era pobra, sinó que tampoc no era particularment atractiva. És també impopular en la ciutat perquè no s'ha unit al manifest, "no estic corrent com un boig cridant Bande Mataram."(42) Per aquest motiu, la policia també sospita que pugui donar suport a una "protesta amagada". En realitat, Nikhil es considera a ell mateix com una persona més conscient del rol del seu país en un sentit més ampli, i refusa participar en el moviment Swadeshi.

### Bimala
Bimala és l'esposa de Nikhil. A la novel·la es descriu com a no gaire bonica i d'un origen molt més humil que Nikhil. Estima molt el seu marit, i li agrada estar completament dedicada a ell. A principis de la novel·la, sembla estar confinada a la funció femenina tradicional, fins i tot amb persuasió del seu marit. Els seus sentiments fan un canvi ràpid amb l'adveniment del moviment Swadeshi, a causa de la influència radical de Sandip.

### Sandip
Sandip és el tercer personatge important de la novel·la, cosa que completa el triangle amorós. És un convidat en la casa de Nikhil i Bimala, i les seves idees revolucionàries i els seus discursos tenen un impacte significatiu en Bimala. És molt vehement en la seva visió anti-imperialista i és un orador hàbil. Sandip representa característiques que són completament oposades a les de Nikhil, la qual cosa fa que Bimala se senti atreta per Sandip. L'atracció de Bimala és tan per les idees de Sandip com pel que representa com a home. El seu patriotisme aparentment creixent fa que passi més i més temps amb Sandip, solidificant així el conflicte del triangle amorós. El nom de pila de Sandip es tradueix com "amb dipa" (flama de foc viu).

### Bara Rani
Bara Rani és la cunyada de Bimala. La seva relació amb Bimala és més que tensa. Causa molta tensió en la casa. També utilitza Nikhil per aconseguir els elements materials que desitja. Bimala es queixa sobre ella a Nikhil. Bara Rani es burla de Bimala per la seva relació amb Sandip Babu.

### Amulya
Bimala considera que Amulya és el seu fill adoptiu, el qual va conèixer en el moviment Swadeshi. Quan es van veure per primer cop, Bimala li demana recaptar diners per a la seva causa. Amulya relata plans i esquemes salvatges, a la qual cosa Bimala respon "no has de ser infantil" (138). Després de reflexionar sobre la seva situació, Amulya resol assassinar el caixer per aconseguir diners. Tagore l'utilitza per simbolitzar l'emoció crua i la passió. Amulya lluita, com qualsevol adolescent, entre completar els objectius del moviment i desenvolupar relacions duradores en un nivell individual, com amb Bimala; això és extremadament difícil per la potent influència de Sandip.

## Argument

### Esdeveniments importants

#### El mítin
Prop del començament de la novel·la, Nikhil porta la seva muller Bimala a un mítin polític en un intent d'aconseguir que s'uneixi al món exterior i tenir contacte millor amb la "realitat". Encara que Bimala havia sentit parlar de Sandip abans d'aquest temps, i va desenvolupar una opinió un tant negativa d'ell, aquest era el primer cop que ella va sentir parlar Sandip. Aquest esdeveniment no només canvia la seva opinió de Sandip, sinó que a més afecta el seu punt de vista sobre la seva vida tant a casa com en el món exterior. "Ja no era la senyora de la casa de Rajah, sinó que era l'única representant de la comunitat femenina de Bengala", diu Bimala (31).

#### La revelació de Bimala
Cap al final del llibre, Sandip convenç Bimala per tal que robi del seu marit, Nikhil. Mentre està robant 6000 rúpies, s'adona del terrible delicte que està cometent. "No podria pensar que la meva casa és quelcom separat del meu país: he robat robat la meva casa, he robat el meu país. Per aquest pecat la meva casa havia deixat de ser meva, el meu país també m'era estrany" (144). Això representa un gir de 180 graus en el caràcter de Bimala: mentre comet el robatori, s'adona de què Sandip no només s'està corrompent i robant la nació, sinó que també està animant a altres a fer el mateix. Finalment, acaba donant els diners a Sandip i rep continus elogis tant de Sandip com d'Amulya pel seu pecat novament reconegut.
Tanmateix, Bimala s'adona que s'ha equivocat en robar els diners de Nikhil i intenta que Amulya empenyori algunes de les seves joies per tornar els diners. Amulya intenta tornar-li la caixa, però Sandip la roba i se la torna. Aquest esdeveniment permet tant a Amulya com a Bimala veure que Sandip està preocupat només d'ell mateix i, per tant, els permet que parteixin lliures. És durant aquest temps que Bimala s'adona del seu poder sobre Sandip per posar-lo gelós fàcilment.

## Adaptacions
La pel·lícula El món de Bimala (Ghare Baire) es va estrenar per primer cop al Festival de cinema de Cannes, França, el 22 de maig de 1984, sota la direcció de Satyajit Ray. També fou nominada per al premi de la Palma d'Or, un dels premis més importants atorgats al festival. Posteriorment fou estrenada als Estats Units el 21 de juny de 1985. Els guionistes eren Satyajit Ray (escriptor) i Rabindranath Tagore (novel·la). Sandip fou interpretat per Soumitra Chatterjee, Nikhilesh fou interpretat per Victor Banerjee i el paper de Bimala fou representat per Swatilekha Sengupta.